# Amt Crivitz
L'Amt Crivitz est un Amt de l'arrondissement de Ludwigslust-Parchim dans le land de Mecklembourg-Poméranie-Occidentale, dans le Nord de l'Allemagne.

## Communes
1. Banzkow * (2 765)
2. Barnin (470)
3. Bülow (356)
4. Cambs (618)
5. Crivitz, ville * (4 942)
6. Demen (874)
7. Dobin am See (1 882)
8. Friedrichsruhe (885)
9. Gneven (357)
10. Langen Brütz (470)
11. Leezen * (2 151)
12. Pinnow (1 916)
13. Plate (3 307)
14. Raben Steinfeld (1 030)
15. Sukow (1 427)
16. Tramm (937)
17. Zapel (439)